# Икосаедрична циркогония
 Тази статия е за вида радиолария.  За платоновото тяло вижте Икосаедър.  
Икосаедричната циркогония (Circogonia icosahedra), наричана просто икосаедър, е вид едноклетъчни морски животни. Прилича на правилен икосаедър.

## Описание
Тя има 20 филтриращи отвори и 12 псевдопода. На всеки отвори има 6 големи и 6 малки зъбчета.